# Tubo de fluxo
Um tubo de fluxo é uma área do espaço com um forte campo magnético e um formato tubular. São encontrados geralmente em torno de grandes corpos celestes tais como estrelas. O Sol possui muitos tubos de fluxo, com cerca de 300 km de diâmetro. Tubos de fluxo maiores, com 2500 km de diâmetro são conhecidos como manchas solares.
Alguns planetas possuem tubos de fluxo: há um bem conhecido entre Júpiter e sua lua Io.